# Anfiteatro de Mérida
El anfiteatro de Mérida es un antiguo recinto para espectáculos de luchas de gladiadores que fue construido por el Imperio romano en la colonia de Augusta Emerita, actual Mérida (España), a finales del siglo I a. C.. Su construcción se planificó junto a la del adyacente y famoso teatro romano, con el que conformaba la gran área pública de espectáculos de la capital de la Lusitania. Fue abandonado hacia el siglo IV d. C. y hasta principios del siglo XX permaneció parcialmente enterrado. En 1912 fue nombrado Bien de Interés Cultural y desde 1993 es Patrimonio de la Humanidad por la Unesco como parte del Conjunto arqueológico de Mérida.

## Historia

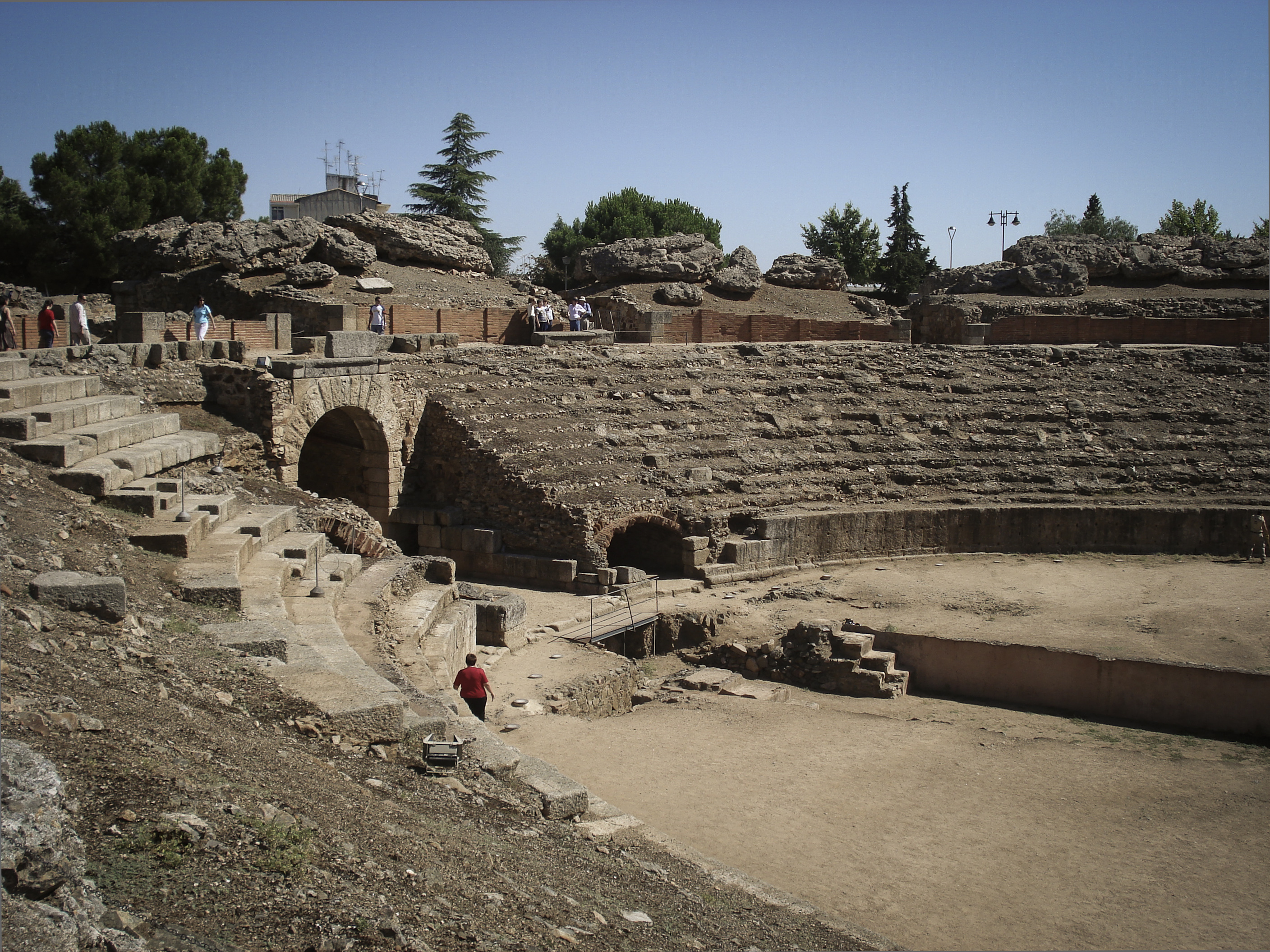
Restos de las gradas del anfiteatro.

La construcción del anfiteatro se planificó junto con la del teatro y se levantó muy poco después. Según se deduce de las inscripciones halladas en su interior, fue inaugurado en el año 8 a. C. Con esta obra se completaba el proyecto de dotar a la colonia Augusta Emerita, ya entonces capital de la provincia Lusitania, de una gran área pública para espectáculos, acorde con su categoría política y administrativa. Este edificio estaba destinado a las luchas entre gladiadores, entre fieras o entre hombres y fieras, las denominadas venatio, que junto a las carreras en el circo fueron las preferidas por el pueblo romano.
Tras su abandono, ligado a la oficialización del cristianismo en el siglo IV d. C., parte de su estructura se fue ocultando bajo tierra y la que quedó descubierta, sobre todo la summa cavea, sufrió el expolio de materiales para otras obras. Desde el siglo XVI algunos autores llamaron al edificio naumaquia con la creencia errónea de que era el lugar de celebración de simulacros de batallas navales, para lo que se basaban en la profundidad de su foso central y la proximidad de algunos tramos de acueducto. Las excavaciones a partir de 1919 subsanaron el error y le devolvieron su verdadera identidad.

## Descripción

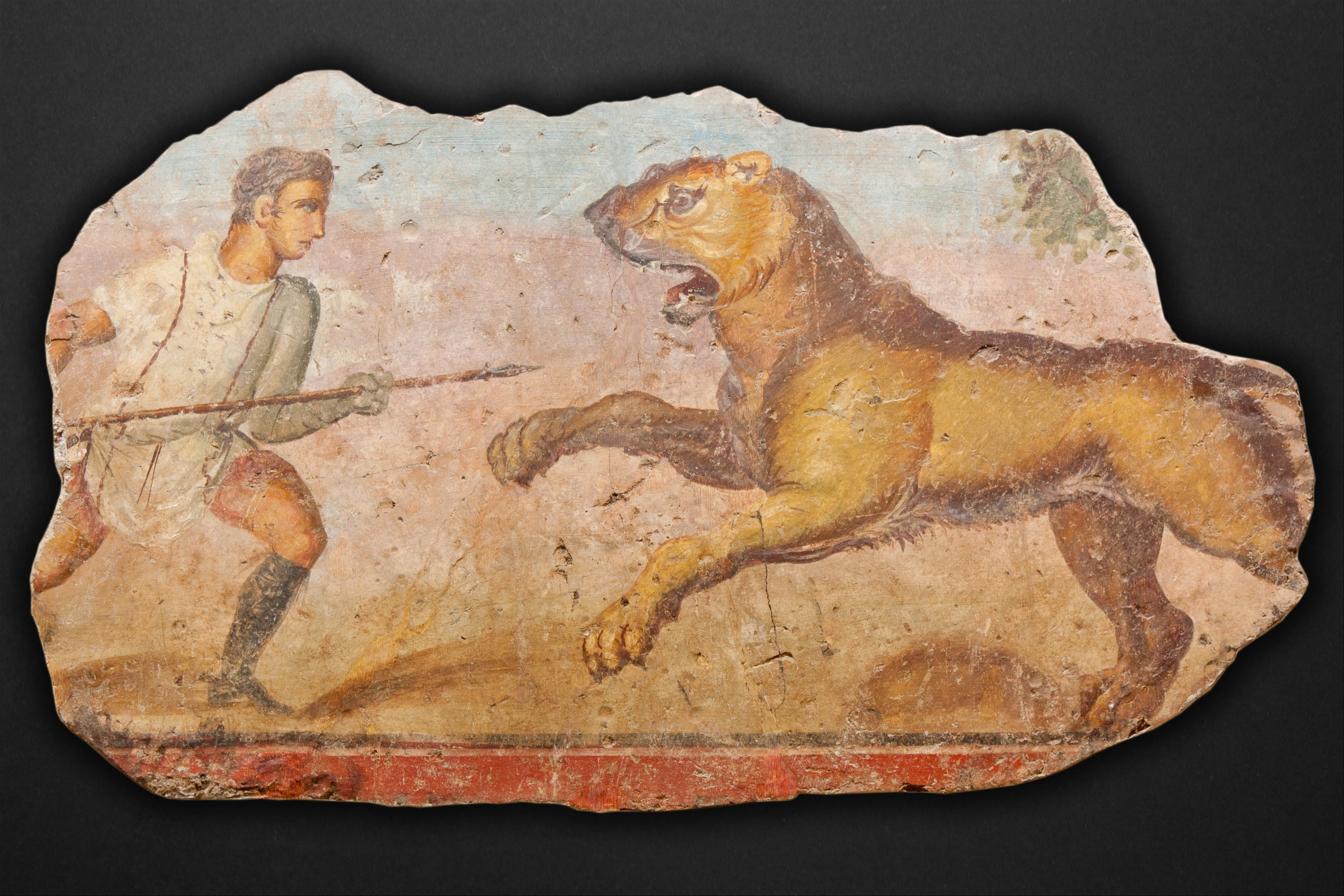
Fresco que describe una venatio, hallado en el anfiteatro y hoy expuesto en el cercano Museo Nacional de Arte Romano.

El anfiteatro tiene forma elíptica, con un eje principal de 126 m y uno menor de 102 m, mientras que la arena mide 64 m por 41 m. Las gradas o cáveas pudieron acomodar en origen a 14000 personas. Las gradas de su lado este se construyeron sobre el cerro de San Albín, al igual que las del teatro adyacente. Dieciséis puertas se abren al exterior en la fachada, la principal de las cuales es la que se encuentra en el extremo del eje occidental. Dos de las puertas situadas al noreste están cerradas por la muralla y no hay opinión unánime del porqué de ello.
Como en casi todos los edificios romanos de este tipo, sus gradas se dividen en tres sectores: ima, media y summa cavea —inferior, media y superior—. De la superior no quedan apenas restos y en la ima cavea se pueden observar las restauraciones que efectuó José Menéndez Pidal a mediados del siglo XX.

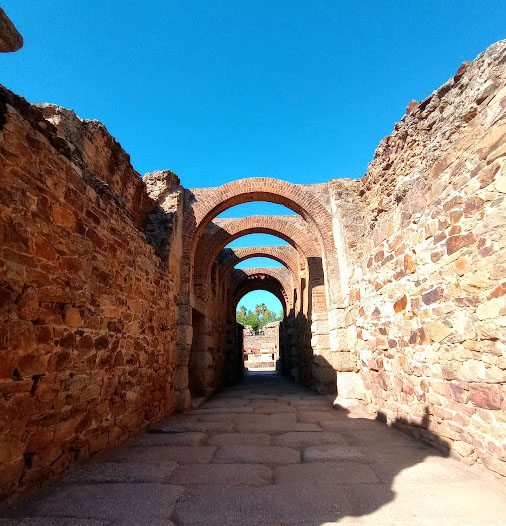
Acceso principal al anfiteatro romano de Mérida.

Sobre las primeras gradas se construyeron dos tribunas, una en cada extremo del eje menor del anfiteatro. A la del oeste, reservada para las autoridades, se accede por dos escalerillas que parten de la galería que viene de la puerta principal. La del este, que cuenta con dos escaleras que la comunican directamente con la arena, era ocupada por la persona que financiaba el espectáculo. En los frentes de ambas estuvieron colocadas las inscripciones que han permitido conocer la fecha de inauguración del edificio y que hoy se hallan en el cercano Museo Nacional de Arte Romano (MNAR). Algunos restos encontrados hacen suponer la existencia de otros dos palcos de honor sobre las puertas de acceso a la arena que se abren en los extremos del eje mayor.
La arena, de forma elíptica, era donde se desarrollaban los espectáculos. Está separada de la cávea por un alto podio para proteger al público. En la antigüedad este murete estuvo recubierto de mármol, rematado por una cornisa y decorado con las pinturas murales que hoy se custodian en el MNAR y que representan los espectáculos que se desarrollaban en el anfiteatro. En el centro de la arena se cavó una gran fosa en forma de cruz sobre la que se han vertido numerosas opiniones. Casi sin ninguna duda estuvo recubierta por un entarimado que la hacía invisible y su interior sirvió para almacenar las jaulas de las fieras y material escénico.
Dos largas galerías en los extremos del eje mayor permitían, además del acceso a las gradas, la entrada de los gladiadores a la arena. A ambos lados de cada una de ellas, junto a la arena, se abren habitaciones reservadas para los gladiadores o para las fieras. Según se deduce de una inscripción encontrada en la galería sur, es probable que algunas de estas estancias estuvieran dedicadas al culto de la diosa Némesis, a la que se encomendaban los participantes en los juegos.

## Galería

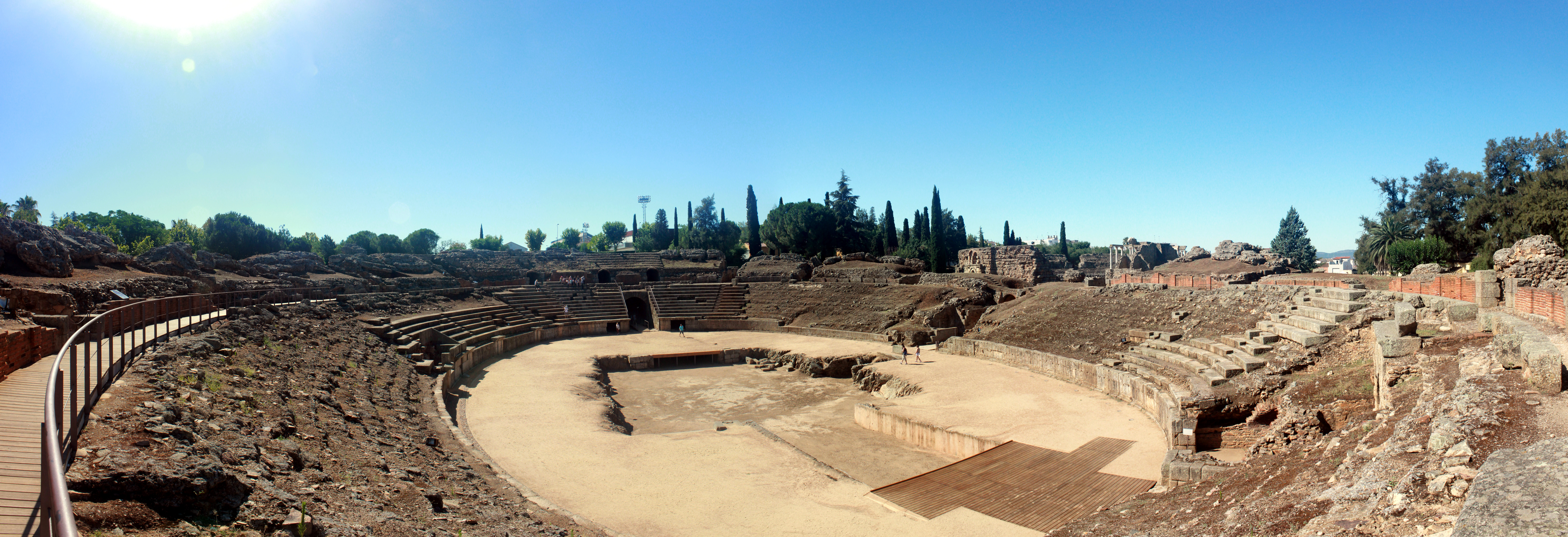
Panorámica del anfiteatro.
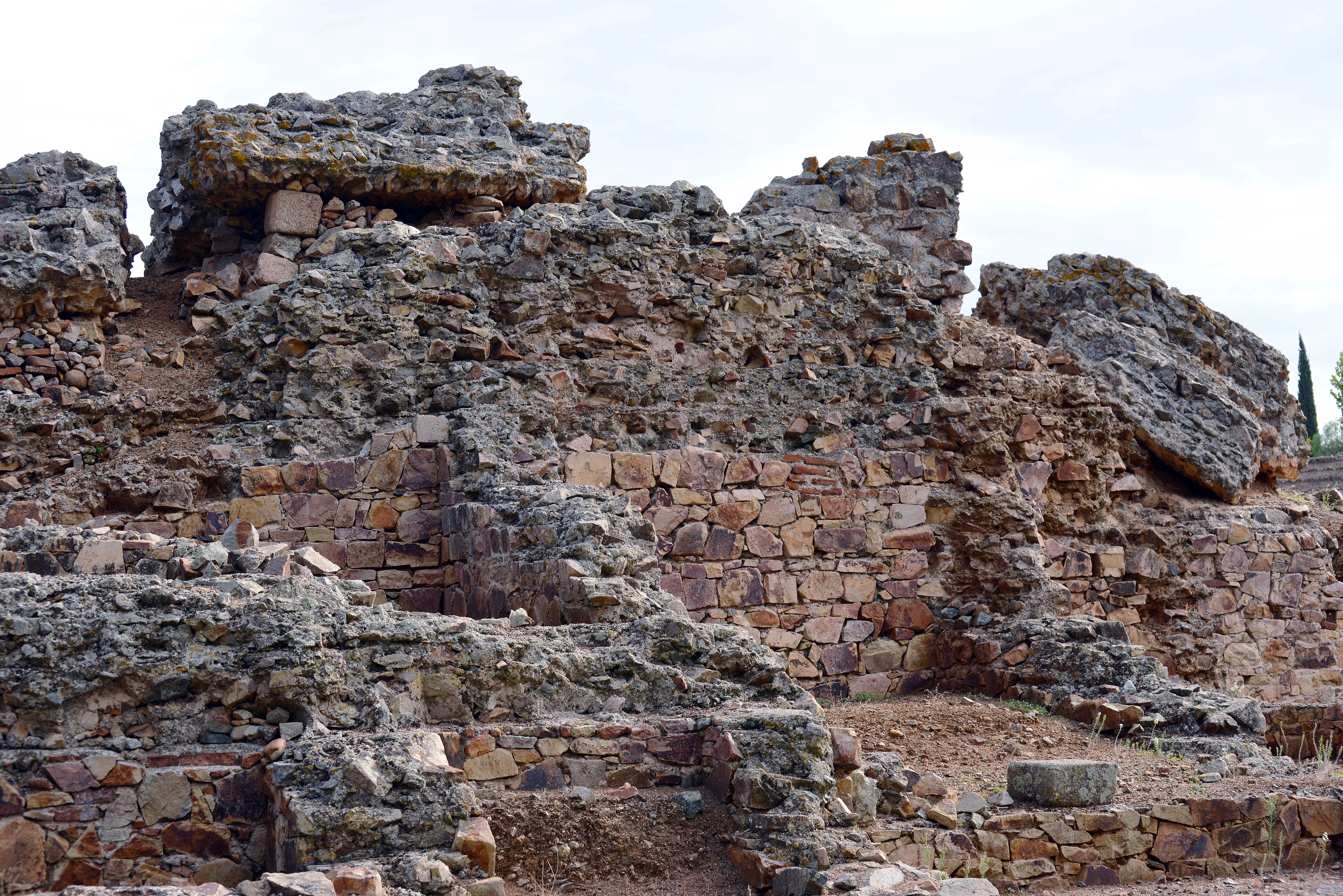
Cimientos de la desaparecida summa cavea, de opus caementicium.
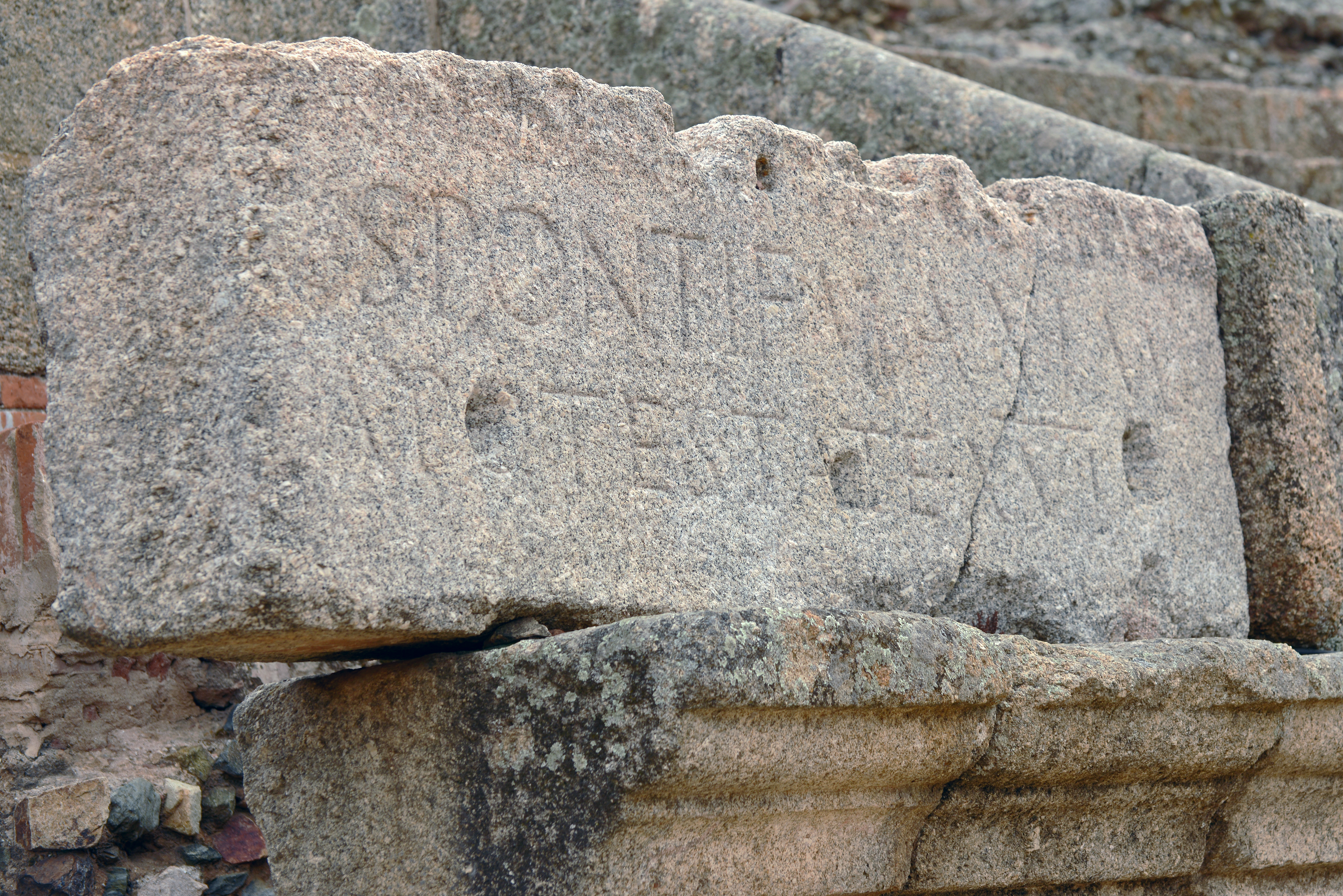
Inscripción honoraria romana: [Imp(erator) Caesar divi f(ilius) August]us pontif(ex) maxim(us) / [co(n)s(ul) XI imp(erator) XIIII tribunic]ia potestate XVI.
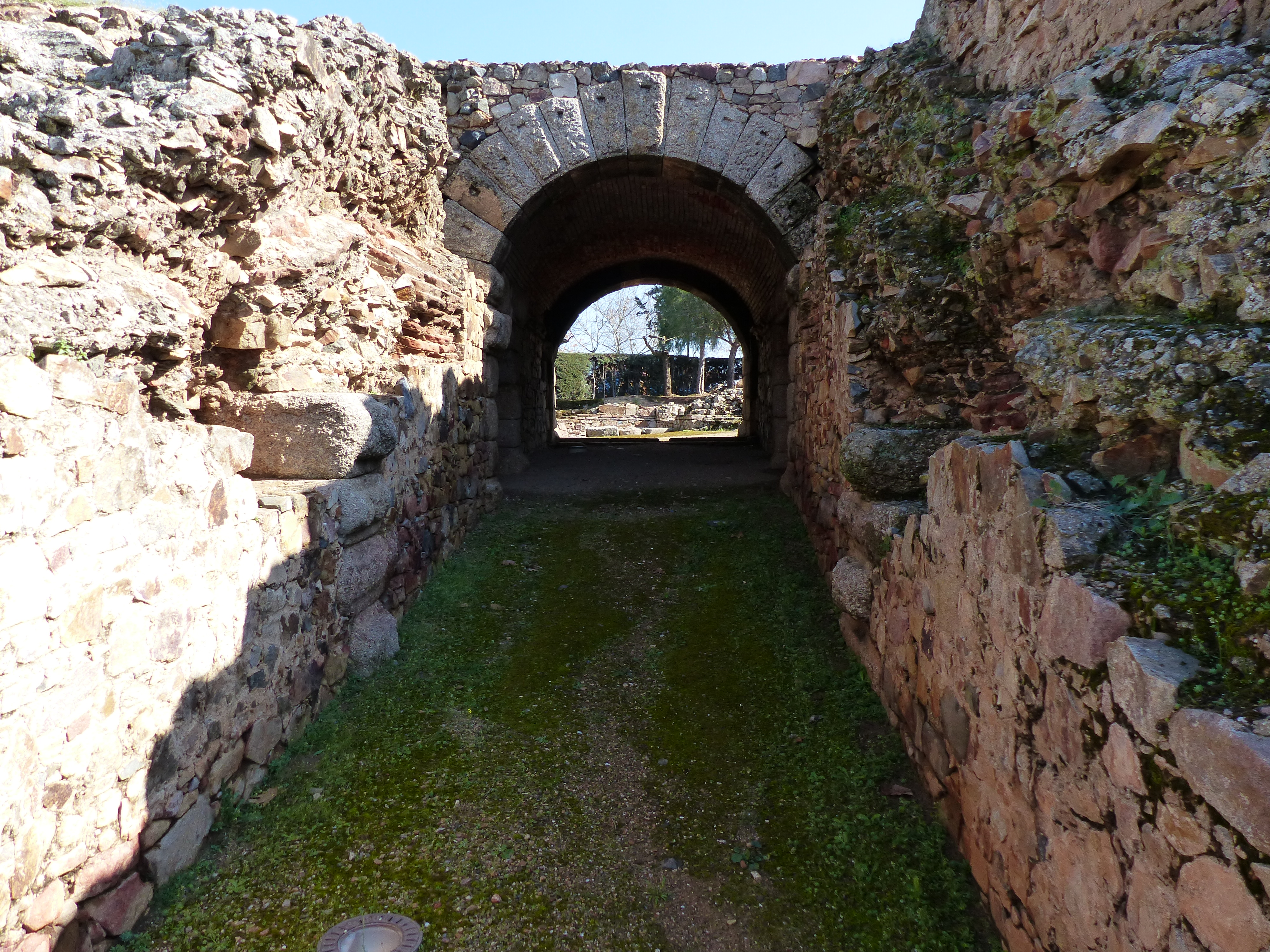
Túnel de acceso a la arena.
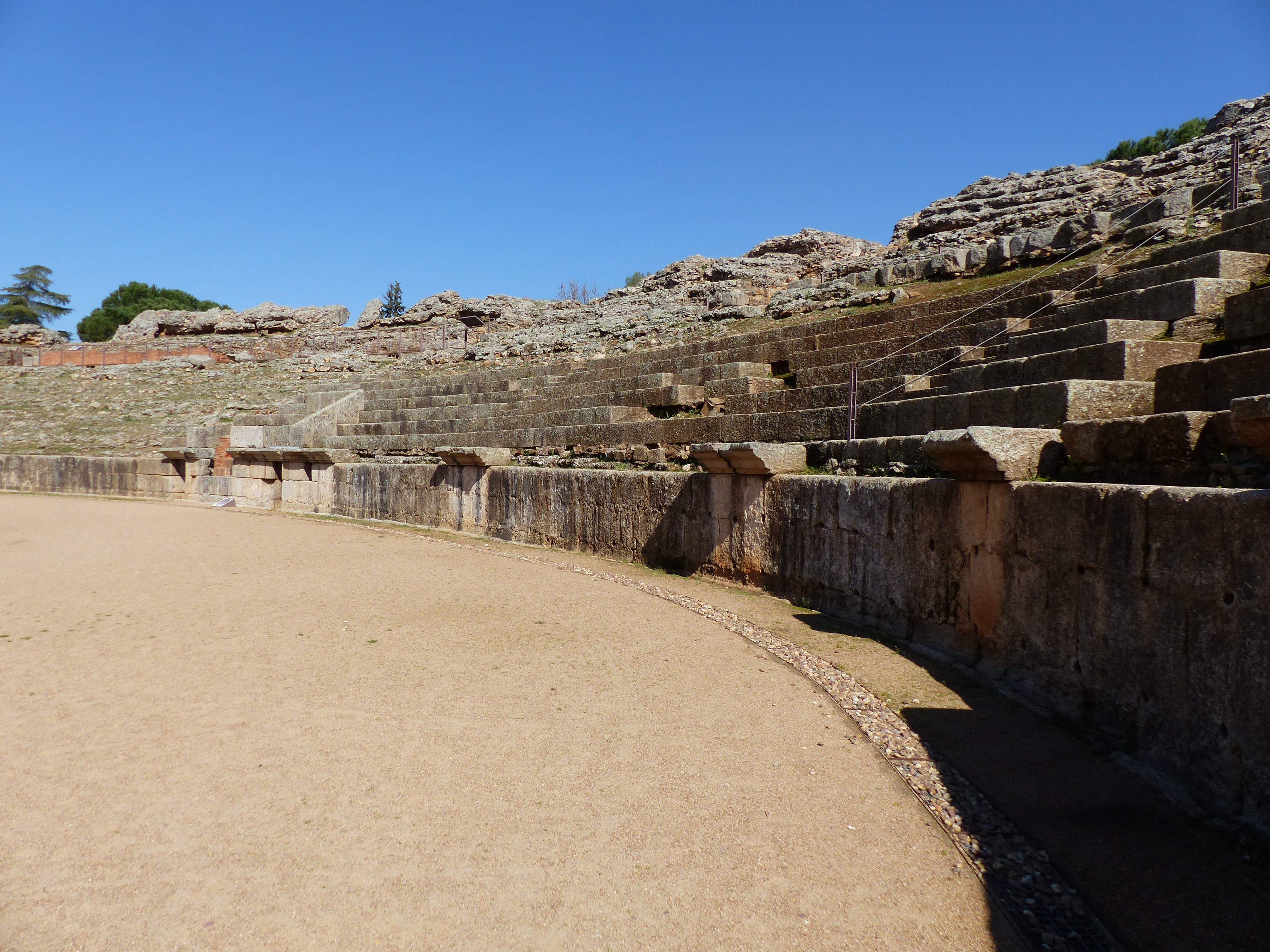
El graderío desde la arena.